# Surf
surf — мінімалістичний веббраузер, розроблений suckless.org. Користувацький інтерфейс цього браузера не включає жодних графічних елементів керування; він керується поєднаннями клавіш або зовнішніми інструментами, які можуть маніпулювати його поведінкою, встановлюючи властивості його вікна.

## Функціональність
surf навмисно обмежений у своєму наборі функцій. Єдині графічні елементи браузеру — це сама сторінка та, необов'язково, смуги прокрутки. Основна функціональність браузера реалізована в сторонній бібліотеці WebKitGTK +, а решта програми лише забезпечує вікно та набір XProperties для контролю його поведінки. Хоча surf підтримує файли cookie, він не включає деякі звичні функції веббраузерів, такі як перегляд вкладок, закладки або фільтрація реклами, хоча все це може бути реалізовано за допомогою патчів, скриптів або зовнішніх програм, за інструкціями, розміщеними на домашній сторінці surf.
Більшість налаштування surf виконується шляхом редагування його заголовного файлу або його початкового коду, а потім (повторного) його компіляції . Деякі параметри можна змінити без перекомпіляції за допомогою аргументів командного рядка або гарячих клавіш.